# 케냐의 국가 원수 목록
케냐 공화국의 대통령 목록은 1964년부터 케냐의 역대 대통령이자 국가원수에 관한 목록이다. 1963년부터 1964년까지 케냐 자치령 당시 영국 여왕이 국가원수였고 총독이 존재했었다.

## 케냐의 역대 국가 원수 목록
케냐의 역대 대통령은 다음과 같다. 현재 대통령은 윌리엄 루토다.
| #                             | 사진                          | 이름                            | 재임기간                            | 정당                          | 비고                          |
| 영국령 케냐의 국가원수와 총독 | 영국령 케냐의 국가원수와 총독 | 영국령 케냐의 국가원수와 총독   | 영국령 케냐의 국가원수와 총독       | 영국령 케냐의 국가원수와 총독 | 영국령 케냐의 국가원수와 총독 |
| ----------------------------- | ----------------------------- | ------------------------------- | ----------------------------------- | ----------------------------- | ----------------------------- |
| -                             |                               | 엘리자베스 2세 여왕 (1926~2022) | 1963년 12월 12일 ~ 1964년 12월 12일 |                               | 영국 여왕                     |
| -                             |                               | 맬컴 맥도널드 총독 (1901~1981)  | 1963년 12월 12일 ~ 1964년 12월 12일 |                               | 영국령 케냐 총독              |
| 케냐의 대통령                 |                               |                                 |                                     |                               |                               |
| 1                             |                               | 조모 케냐타 (1893~1978)         | 1964년 12월 12일 ~ 1978년 8월 22일  | 케냐 아프리카 민족 동맹       | 재임 중 사망                  |
| 2                             |                               | 대니얼 아랍 모이 (1924~2020)    | 1978년 8월 22일 ~ 2002년 12월 30일  | 케냐 아프리카 민족 동맹       | 사임                          |
| 3                             |                               | 음와이 키바키 (1931~2022)       | 2002년 12월 30일 ~ 2013년 4월 9일   | 국민통합당                    |                               |
| 4                             |                               | 우후루 케냐타 (1961~ )          | 2013년 4월 9일 ~ 2022년 9월 13일    | 기념당                        |                               |
| 5                             |                               | 윌리엄 루토 (1966~ )            | 2022년 9월 13일 ~ 현재              | 통합민주연대                  |                               |

## 같이 보기
- 케냐의 식민지 수장 목록
- 케냐
- 케냐의 대통령
- 케냐의 부통령